# Anna Kontula
Anna Liisa Kontula, née en 1977, est une sociologue finlandaise et députée depuis 2011. Jusqu'en 2017, elle est également membre du conseil municipal de Tampere.

## Biographie
Anna Kontula naît le 30 mars 1977 à Pori, Satakunta en Finlande. Elle terminé sa thèse de maîtrise en 2002 sur le mouvement étudiant des années 1970. Elle réalise plusieurs projets de recherche sur la prostitution en Finlande, dont un rapport publié en 2008 par l'université de Tampere. Ses travaux portent également sur l'évaluation de la criminalisation de la prostitution et de la violence envers les femmes.  Elle effectue des recherches sur de nombreux sujets, notamment l'évaluation des restrictions au travail, les normes et perceptions culturelles, y compris les attitudes à l'égard de l'allaitement en public, le vieillissement des travailleurs de la construction , l'impact du racisme sur le lieu de travail et dans le logement entre autres sujets.
Elle est vice-présidente de la Sex Industry Association et participe à de nombreuses organisations traitant de l'activisme social pendant ses années d'études. 
. En 2004, Anna Kontula est élue lors des élections municipales au conseil municipal de Tampere. En 2008, elle est réélue, tant pour les élections de 2008 que pour celles de 2012, elle obtient le deuxième plus grand nombre de voix de tous les candidats de  l' Alliance de gauche.
Elle est élue pour la première fois au Parlement finlandais en 2011, représentant la circonscription de Pirkanmaa de l'Alliance de gauche. Elle est membre du Comité pour l'avenir et du Comité pour l'emploi et l'égalité, après avoir été membre du Comité du droit constitutionnel et du Comité pour l'emploi et l'égalité.
Le lundi 13 janvier 2020, elle est arrêtée avec d'autres membres d'un groupe international de militants des droits de l'homme près de la bande de Gaza en Israël pour avoir tenté de franchir une barrière frontalière. Elle  déclare que l'objectif du groupe était d'attirer l'attention sur la crise humanitaire à Gaza en traversant la frontière entre Israël et Gaza. Taneli Hämäläinen, l'assistant parlementaire d'Anna Kontula, déclare le lendemain qu'Anna Kontula a été libérée après plus de dix heures de garde à vue et que les autorités israéliennes avaient essayé de la presser de signer une déclaration reconnaissant les charges retenues contre elle, telles que l'obstruction de l'enquête et la mise en danger de la sécurité publique. Elle a toutefois refusé de signer le document.

## Publications
- (fi) Prostituutio Suomessa Helsinki: Sexpo-säätiö (2005)  (ISBN 951-95548-4-X)
- (en) "The Sex Worker and Her Pleasure" Current Sociology, Vol. 56, no. 4 (2008): p. 605–620 (DOI 10.1177/0011392108090944)
- (fi) Punainen eksodus: tutkimus seksityöstä Suomessa Helsinki: Like (2008)  (ISBN 978-952-01-0212-8)
- (fi) Tästä äiti varoitti Helsinki: Like (2009) (ISBN 978-952-01-0299-9)
- (en) Countering Trafficking in Moldova Chisinau: International Organization for Migration (2009)
- (fi) Näkymätön kylä: Siirtotyöläisten asemasta Suomessa Helsinki: Like: Into (2010)  (ISBN 978-952-01-0522-8)
- (fi) Mistä ei voi puhua Helsinki: Like (2012)  (ISBN 978-952-264-183-0)
- (fi) Kirjeitä oikealle Helsinki: Into (2014)  (ISBN 978-952-264-271-4)